# 미국 국민 인명사전
《미국 국민 인명사전》(영어: American National Biography, ANB)은 17,400개의 항목과 200백만 개의 단어로 이루어진 24권의 인명 백과사전 시리즈로, 미국 학술단체협의회의 후원으로 옥스퍼드 대학교 출판부가 1999년 처음으로 발항했다.

## 배경
2002년에 400개 항목이 보충되었으며, 록펠러 재단, 앤드류 W. 멜론 재단, 인문학 국립 기금 등에서 추가로 자금 지원을 받았다.
미국 국민 인명사전은 1926년부터 1937년까지 발행되었던 《미국 인명사전》의 후속작이라고 자칭하지만, 항목과 주제 선택이 새롭게 이루어졌기 때문에 실질적으로 후속작이라고 여겨지지 않는다.
미국 국립 도서관의 참고 자료 구역에서 확인할 수 있으며, 구독을 통해 온라인에서도 열람이 가능하다.

## 수상과 반응
1999년에 미국 국민 인명사전은 뛰어난 품질과 중요성을 인정받아 미국 도서관 협회의 다트머스 메달(Dartmouth Medal)을 수상했으며, 미국역사협회의 월도 G. 릴랜드 상(Waldo G. Leland Prize)도 수상했다.
그러나 미국 국민 인명사전은 일부 부분에서 상호참조의 누락과 오류, 상당한 가격 때문에 빈곤층들이 이용하지 못할 수 있다는 문제점이 우려되었다.

## 참고 자료
- “AHA Award Recipients. Waldo G. Leland Prize”. American Historical Association. 2007년 5월 30일. 2011년 10월 21일에 원본 문서에서 보존된 문서. 2011년 9월 18일에 확인함.
- “About the ANB”. 2005. 2007년 4월 10일에 원본 문서에서 보존된 문서. 2007년 5월 5일에 확인함 – Wayback Machine 경유.
- Bartlett, Rebecca Ann (2003). 《Choice's Outstanding Academic Titles, 1998–2002: Reviews of Scholarly Titles That Every Library Should Own》 (미국 영어). Association of College and Research Libraries. 2021년 6월 6일에 확인함 – Google Books 경유. 틀:LCCN; ISBN 978-0-8389-8232-7; OCLC 52372938.

- “Dartmouth Medal”. American Library Association. 2011년 9월 18일에 확인함.

- Fritze, Ronald H.; Coutts, Brian E.; Vyhnanek, Louis A[ndrew] (2004). 〈National and Regional Biographical Dictionaries〉. 《Reference Sources in History – An Introductory Guide》 (미국 영어) 2판. ABC-Clio. 196쪽. ISBN 9780874368833. 2011년 9월 18일에 확인함 – Internet Archive 경유. 틀:LCCN; ISBN 978-0-87436-883-3; OCLC 963367976.

- Rosenzweig, Roy Alan (1950–2007) (2010). 《Clio Wired: The Future of the Past in the Digital Age》 (미국 영어). Columbia University Press. 72쪽. 2021년 6월 6일에 확인함 – Google Books 경유. 틀:LCCN; ISBN 978-0-231-15085-9; OCLC 1193553990.

- Thomas, Keith (2005). 《Changing Conceptions of National Biography: The Oxford DNB in Historical Perspective》. Leslie Stephen Special Lecture, delivered at the Senate House, Cambridge, October 1, 2004 (미국 영어). Cambridge University Press. 35쪽. 2021년 6월 4일에 확인함 – Google Books 경유. 틀:LCCN; ISBN 978-0-5216-7118-7; OCLC 474885240.

- Winkler, Anthony C. (1942–2015); McCuen-Metherell, Jo Ray (틀:Italic correction Joyce Raymonde Beach; born 1929) (2011) [1979]. 《Writing the Research Paper: A Handbook》 (미국 영어) 8판. Cengage Learning. 24쪽. ISBN 978-0-4957-9964-1; OCLC 760860482.

- Yale University News (2009년 7월 20일). “Oxford University Press and Regional Networks Announce Strategic Alliance”. 2007년 10월 9일에 원본 문서에서 보존된 문서. 2009년 1월 15일에 확인함.